# Turistická značená trasa 6014
 Turistická značená trasa 6014 je žlutě vyznačená 3,5 kilometru dlouhá pěší trasa Klubu českých turistů vedená z Nebušic na Jenerálku.

## Popis trasy
Trasa vede z Nebušic od kostela severním směrem společně s červeně značenou trasou a s naučnou stezkou Les Hlásek. Před hřbitovem se stočí na východ a dál vede lesem po nezpevněné lesní cestě až k vilové zástavbě. Odtud pokračuje dál va východ po asfaltce, okolo bývalých viničních a hospodářských usedlostí (Šubrtka, Šedivka a Ševčice) k rozcestí, kde sestoupá k retenční nádrži. Dál vede po proudu Nebušického potoka až na Jenerálku, kde u zastávky MHD končí.
Rozdělení trasy

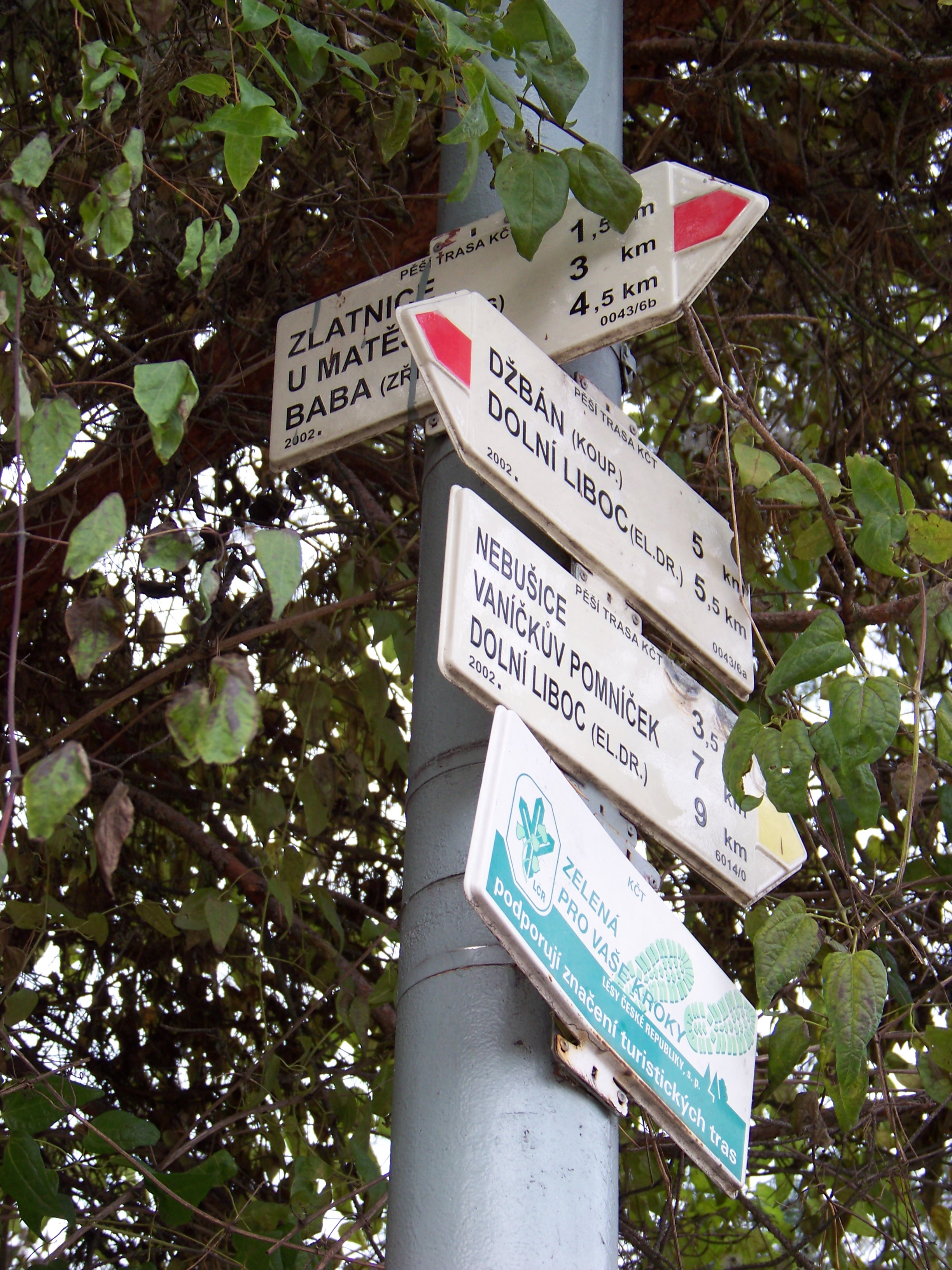
Jenerálka, starý rozcestník

Původně vedla na Jenerálku trasa z Dolní Liboce přes Vaníčkův pomník, Purkrabský háj a Nebušice a měřila 9 kilometrů. Po rozdělení vede z Dolní Liboce do Purkrabského háje žlutě značená trasa 6168 a z Purkrabského háje do Nebušic lze dojít po červeně značené trase 0043.
| Km  | Místo           | Navazující a křižující trasy | Nadm. výška |
| --- | --------------- | ---------------------------- | ----------- |
| 0   | Nebušice        | 0043                         | 309 m       |
| 3,5 | Jenerálka (bus) | 0043                         | 228 m       |

## Zajímavá místa
- Kostel svatého Cyrila a Metoděje (Nebušice)
- Nebušický hřbitov a les Hlásek
- Jenerálka - zámek
- Kostel svatého Jana v Trní

## Veřejná doprava
Cesta začíná u zastávky MHD Nebušice a končí u zastávky Jenerálka.